# 알렉산더 (가수)
알렉산더(본명 	알렉산더 리 유세비오, 1988년 7월 29일 ~ )는 대한민국의 배우이자 그룹 유키스(U-Kiss)의 구성원으로 2023년 데뷔 15주년을 맞이하여 15주년 앨범에 재합류하여 활동 중에 있다.

## 주요 이력
그는 홍콩에서 포르투갈계 중국인 아버지와 한국인 어머니 사이에서 출생하였으며, 지난날 한때 미국 캘리포니아주 샌프란시스코에서 잠시 유아기를 보낸 적이 있고 그 후 마카오에서 성장하였다.
그는 중국어, 광동어, 영어, 한국어, 포르투갈어, 프랑스어, 스페인어, 일본어, 독일어 등 9개 언어를 구사할 수 있다.
그의 대표작에는 음반 《I Just》와 출연 영화 작품 《3 Peas In A Pod》 등이 있다.

## 경력

### 드라마
- 《불후의 명작》 (채널A, 2012년) - 알렉산더 역
- 《신의 퀴즈 시즌 3》 (OCN, 2012년) - 이한서 역
- 《무림학교》 (KBS2, 2016년) - 엽정 역
- 《한국인 자기야》 (GMA 네트워크, 2017년) - 준호

### 영화
- 《3 피스 인 어 포드 (他她他 3)》 (2013년) - 피터 역.

### 예능
- 《띠동갑내기 과외하기》 (2014년)
- 《켠김에 왕까지》 (2012년)
- 《우리 연애합니다》 (2010년)
- 《쉐프의 키스》 (2010년)
- 《아이돌 유나이티드》 (2010년)
- 《출발드림팀 시즌 2》 (2010년)
- 《유키스의 뱀파이어》 (2010년)
- 《무한걸스》 (2010년)
- 《놀라운 대회 스타킹》 (2010년)
- 《The M Wave》 (2010년)
- 《도전 히어로》 (2010년)
- 《블링블링 에브리쇼》 (2010년)
- 《팝스 인 서울》 (2009년)
- 《세상을 향한 여섯 소년의 도전》 (2009년)

## 음반 활동

### 싱글 앨범
- 2011년 《I Just》
- 2012년 《불후의 명작 OST Part 1》
- 2017년 《And I. (그리고 나는)》

### 유키스
- 2008년 《New Generation》
- 2009년 《Bring It Back2 Old School》
- 2009년 《ONTI UKISS》
- 2010년 《1집 U-Kiss Only One Album》
- 2010년 《뭐라고》
- 2010년 《BREAK TIME》

### 참여 앨범
- 2011년 《혜지 - Your Love》